# Friedrich Wilhelm Carové
Friedrich Wilhelm Carové (né le 20 juin 1789 à Coblence, mort le 18 mars 1852 à Heidelberg) est un avocat et philosophe allemand.

## Biographie
En tant que fils d'un conseiller aulique de l'Électorat de Trèves, Carové va au lycée (de) où Joseph Görres enseigne. Il termine ses études à Coblence à la faculté de droit créée par les Français. En 1809, il obtient un doctorat en droit et est admis comme avocat à la cour d'appel de Trèves. Afin de poursuivre des études privées, il occupe entre 1811 et 1816 des emplois administratifs à Zütphen, Leer, Aix-la-Chapelle, Gernsheim et Andernach. Passionné d'art et de littérature de l'Antiquité allemande, il publie avec Everhard von Groote (de) un Taschenbuch für Freunde altdeutscher Zeit und Kunst auf das Jahr 1816. Son grand essai sur l'art allemand médiéval a été salué par Joseph Goerres dans Rheinische Merkur (de).
Carové envoie aux frères Grimm, en décembre 1816, un recueil de traditions folkloriques sur le Rhin et la Moselle, inédit jusqu'en 1997. Certaines de ces archives concernent Andernach, notamment la plus ancienne tradition de la légende du jeune boulanger. Il raconte l'histoire d'une attaque contrecarrée contre Andernach à l'époque de la guerre de Trente Ans. Les assaillants sont les troupes suédoises qui attaquent sous le commandement de leur général Baudissin en 1632 Andernach, conquièrent et incendient parfois. En 1633, elles se retirent en raison de la résistance féroce. Cette "version du brasseur" d'une légende du sauvetage d'Andernacher, contrairement à la légende du jeune boulanger, établie plus tard, ne fait référence qu'à un événement réel qui aurait pu théoriquement ou autrement être périmé, mis à part le fait que les personnages en pierre de la porte du Rhin n'étaient ni des boulangers ni des brasseurs de bière. On ne connaît pas les sources de Canové.
En 1816, Carové entreprend des études philosophiques à Heidelberg, fait la connaissance de Georg Wilhelm Friedrich Hegel et devient le leader modéré de l'Alte Heidelberger Burschenschaft (de), après être devenu membre de la Burschenschaft Teutonia Heidelberg en 1816 et de l'Alte Heidelberger Burschenschaft en 1817.
Carové est présent à la fête de la Wartbourg en 1817. L'invitation est adressée aux étudiants des fraternités allemandes de toutes les universités protestantes d'Allemagne, mais pas aux catholiques dont il est. Il fait un discours en tant que chef d'une fraternité d'une université protestante.
En 1818, la Faculté de philosophie lui décerne le doctorat. Au semestre d'hiver de 1818, il suit Hegel à l'université de Berlin ; mais il ne peut pas lui obtenir le poste souhaité. L'habilitation, envisagée à Breslau, échoue en 1820 pour des raisons politiques, car ses écrits le rendent suspect pour le gouvernement prussien. Il ne peut devenir conférencier à Heidelberg en 1821. Il ne veut pas retourner aux douanes prussiennes, où il n'obtient qu'un congé. Il vit ensuite alternativement à Francfort-sur-le-Main et à Heidelberg en tant que chercheur indépendant et éditorialiste. Il doit renoncer pour des raisons matérielles à la double résidence et s'installe à Heidelberg en 1846.
Dans les années 1840, il participe à la constitution d'un mouvement pacifiste international. En 1848, il lance un appel pour l'abolition de l'esclavage. Il prend part aux négociations du Pré-parlement.

## Œuvre
Les écrits philosophiques et politiques de Carové se concentrent sur l'alignement de l'État et de l'Église sur l'idéal de l'humanité. Un de ses publications est la confrontation avec la revendication de pouvoir de l’Église catholique à laquelle il appartient.
Carové peut être considéré comme un médiateur entre la France et l'Allemagne, car bon nombre de ses écrits traitent des développements intellectuels dans le pays voisin (par exemple dans son ouvrage de 1831 sur le saint-simonisme, Der Saint-Simonismus und die neuere französische Philosophie [Le Saint-Simonisme et la nouvelle philosophie française], Leipzig, Hinrichs.